# Małaszewicze

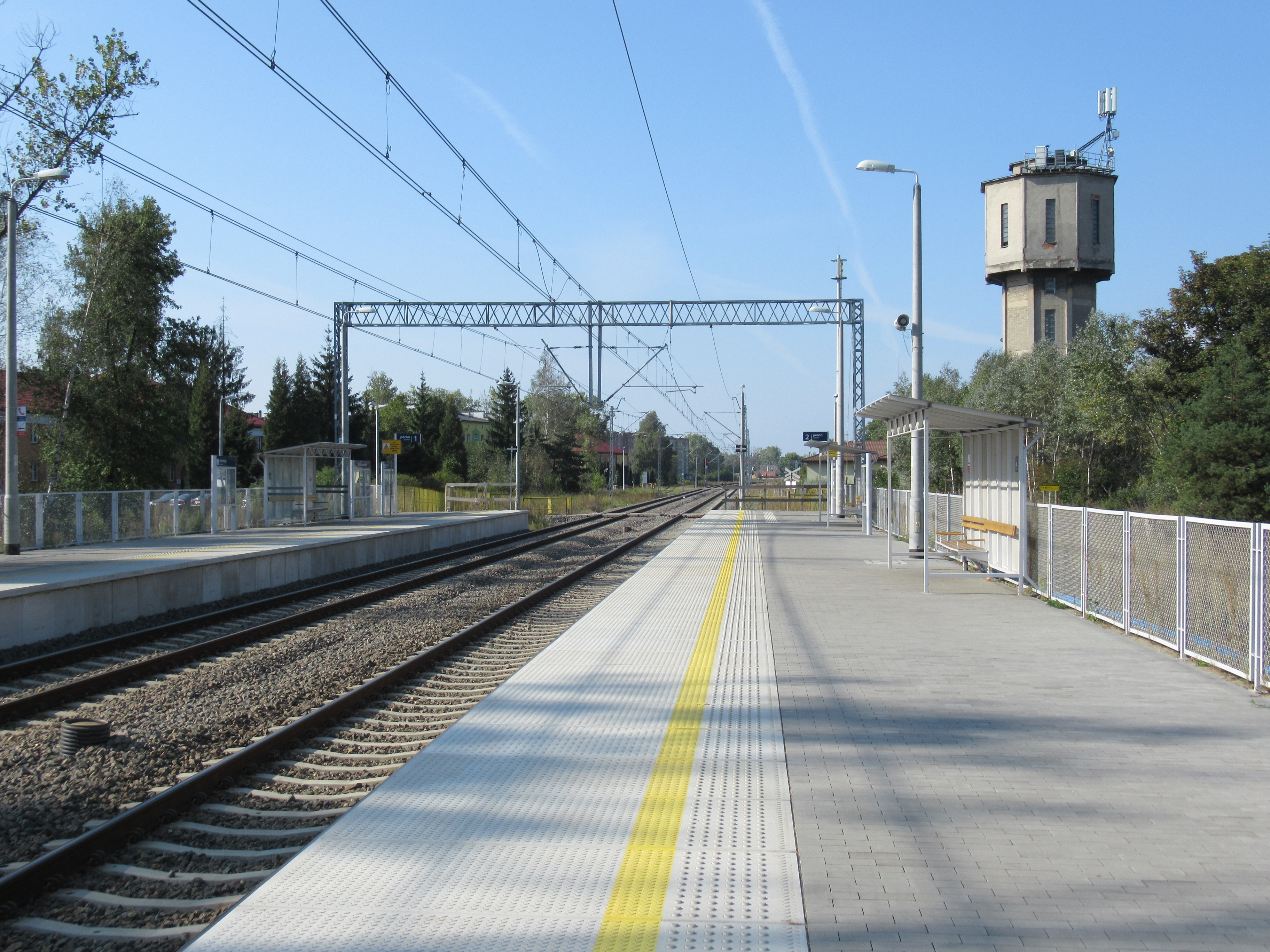
Przystanek dla pociągów pasażerskich w Małaszewiczach

Małaszewicze – osiedle w Polsce położone w województwie lubelskim, w powiecie bialskim, w gminie wiejskiej Terespol. Leży 9 km od granicy polsko-białoruskiej.
W latach 1975–1998 miejscowość administracyjnie należała do ówczesnego województwa bialskopodlaskiego. 
Osiedle jest sołectwem w gminie Terespol. Według Narodowego Spisu Powszechnego z roku 2011 osiedle liczyło 1664 mieszkańców i byłą największą miejscowości gminy. Składa się z osiedli bloków wielorodzinnych i domków jednorodzinnych.
Małaszewicze leżą przy magistrali kolejowej E-20 z Europy Zachodniej do Azji Wschodniej i Centralnej oraz 1 km na południe od drogi krajowej nr 2 (trasa europejska E30 ). W Małaszewiczach znajduje się jeden z największych w Europie suchy port przeładunkowy Polskich Kolei Państwowych o znaczeniu międzynarodowym. Realizuje się tutaj przeładunek towarów z taboru szerokotorowego (1520 mm) na tabor normalnotorowy (1435 mm).
W Małaszewiczach jest przeładowywanych 90 procent towarów sprowadzanych z Chin do Europy koleją.
W czasie II wojny światowej znajdowało się tu jedno z największych lotnisk w Polsce.
Wierni Kościoła rzymskokatolickiego należą do parafii pod wezwaniem św. Katarzyny Aleksandryjskiej w Małaszewiczach.

## Historia

### Historyczne Małaszewicze
Współczesne osiedle Małaszewicze zostało zarejestrowane dopiero w 1986 roku i znajduje się w odległości ok. 3 km na południe od pierwotnej wsi, o której pierwsze wzmianki pochodzą z pierwszej połowy XVI wieku. Pod koniec XVIII wieku pierwotnie istniejące Małaszewicze zostały podzielone na istniejące do dziś dwie odrębne wsie Małaszewicze Duże i Małe. W trakcie budowy szerokotorowej Kolei Warszawsko-Terespolskiej w latach 1866–1867, obie te wsie znalazły się po północnej stronie torów. W okresie I wojny światowej Niemcy przekuli kolej na normalnotorową. Po uzyskaniu niepodległości, linię kolejową przejęły Polskie Koleje Państwowe.

### Lotnisko wojskowe (1936–1952)
Dzisiejsze Małaszewicze znajdują się po południowej stronie torów, gdzie pierwsi mieszkańcy zaczęli się osiedlać w 1924 roku. Do rozwoju nowej osady przyczyniło się powstania lotniska wojskowego, zlokalizowanego pomiędzy wsiami Małaszewicze Duże i Małe, a torami kolejowymi i obecnymi Małaszewiczami.
Do budowy lotniska i bazy paliwowej dla lotnictwa przystąpiono w 1936 roku. Lokalizację wybrano ze względu na centralne położenie w państwie, niskie opady atmosferyczne, oraz bliskość Brześcia. Przy budowie wykorzystano elementy Twierdzy Brzeskiej, m.in. w jednym z fortów umieszczono zbiorniki paliwa o pojemności 278 tys. litrów. Lotnisko posiadało 14 hangarów, oraz osiedle dla wojskowej obsługi lotniska i ich rodzin. To tutaj stacjonowały nowoczesne bombowce Łoś należące m.in. do 220 Dywizjonu Bombowego, które w Małaszewiczach wyposażano m.in. w radiostacje. Lotnisko stało się celem ataków Luftwaffe już w pierwszym dniu agresji III Rzeszy i Słowacji na Polskę. W bombardowaniach rannych i zabitych zostało 40 członków personelu lotniska, toteż podjęto decyzję o jego ewakuacji w kierunku Rumunii. Według historyka Zygmunta Mańkowskiego w czasie niemieckiego nalotu śmierć poniosło 12 osób a 35 zostało rannych. Lotnictwo niemieckie zniszczyło też kilkanaście samolotów i samochodów
oraz centralny hangar.
Poczynając od 1940 roku Niemcy odbudowali i rozbudowali lotnisko. Było to możliwe dzięki niewolniczej pracy ok. tysiąca Żydów z obozu pracy istniejącego w latach 1942–1944 na terenie Małaszewicz Dużych. Żydowscy robotnicy przymusowi z tego obozu zostali w 1944 roku rozstrzelani w Kobylanach. Lotnisko w Małaszewiczach miało strategiczne znaczenie dla Luftwaffe operującej na froncie wschodnim, m.in. w czasie operacji Barbarossa. Stacjonowały tu szybowce transportowe Messerschmitt Me-321 oraz samoloty Messerschmitt Me-323 Gigant.
Stacja kolejowa Małaszewicze stała się podczas okupacji ważnym ośrodkiem polskiego ruchu oporu. W strukturze Armii Krajowej, Rejon IV Małaszewicze wchodził w skład Obwodu Biała Podlaska. Zorganizowano tutaj między innymi zakonspirowaną szkołę podchorążych i kurs podoficerów, do których kierowano młodzież z różnych stron okupowanego kraju. Niemiecka baza Luftwaffe przestała istnieć w lipcu 1944 roku. Niemcy wycofując się wysadzili w powietrze obiekty wojskowe i budynki mieszkalne.
Po II wojnie światowej lotnisko wojskowe w Małaszewiczach funkcjonowało najpierw jako radzieckie, a od 1952 roku jako polskie, po czym samoloty i personel lotniska przeniesiono na Okęcie.
Pasy startowe i zabudowania lotniska zachowały się do dziś. Na terenie obiektu działa obecnie firma logistyczna Adampol S.A.

### Powstanie kolejowego węzła przeładunkowego (1949)
Pod koniec lat 40. XX wieku Małaszewicze zaczęto przygotowywać do roli granicznego portu przeładunkowego poprzez budowę terminali i ramp. Po oficjalnym otwarciu portu przeładunkowego 14 grudnia 1949 roku w Małaszewiczach rozpoczęto budowę bloków mieszkalnych. To właśnie otwarcie portu przeładunkowego rozpoczęło rozwój Małaszewicz trwający do dzisiaj. Oprócz bloków wielorodzinnych znajdują się tutaj także osiedla domków jednorodzinnych.

### Rejestracja nowej osady (1986)
Po II wojnie światowej osiedle nie miało swojego administracyjnego statusu. Do 1986 roku nie było Małaszewicz na mapie Polski, a o osiedlu mieszkaniowym mówiono „osada przy torach” lub „osiedle kolejarzy”. Istniały tylko Małaszewicze-Stacja i Podolanka. Po staraniach mieszkańców z dniem 1 stycznia 1986 roku Małaszewicze stały się samodzielną jednostką administracyjną. W 1986 roku uzyskało drogowe połączenie ze światem poprzez budowę 2-kilometrowej odnogi od szosy Kobylany – Zastawek. Małaszewicze mają dostęp do wszystkich mediów (kanalizacja, woda, prąd, gaz, telefon, bezpłatny gminny internet). Ulice w miejscowości są oświetlone i mają nawierzchnię asfaltową lub z kostki brukowej.

### Inne
We wrześniu 2011 roku rozebrano – mimo protestów mieszkańców – kładkę dla pieszych nad torami kolejowymi, która znacząco skracała drogę z Małaszewicz na tereny położone po północnej stronie torów. Kładka od kilku lat przed rozbiórką była nieczynna ze względu na zły stan techniczny. Starania gminy Terespol o wyremontowanie obiektu zakończyły się niepowodzeniem. Planowane jest jednak wybudowanie nowej kładki po roku 2021.
W roku 2018 oddano do użytku przebudowany przystanek osobowy. Peron wyspowy zastąpiony został dwoma peronami jednokrawędziowymi, wyposażonymi we wiaty, ławki, gabloty z rozkładami jazdy itp.

## Gospodarka
Po powstaniu, kolejowy port przeładunkowy w Małaszewiczach, umożliwiający przeładunek towarów pomiędzy koleją normalno- i szerokotorową, odgrywał rolę w tranzycie towarów pomiędzy Polską i ZSRR, a szczyt tego ruchu przypadł na lata 70. XX wieku. W latach 80. m.in. wykorzystywano go w tranzycie japońskich towarów, które po przeładunku w porcie we Władywostoku na Kolej Transsyberyjską były transportowane wagonami do Europy Zachodniej. Na skutek upadku ZSRR i załamania się bloku wschodniego, w 1991 roku odnotowano w Małaszewiczach najniższy wolumen przeładunków.
Po ogłoszeniu w 2013 roku przez przewodniczącego ChRL Xi Jinpinga projektu Jednego Pasa i Szlaku, Małaszewicze zaczęły odgrywać kluczową rolę w tym projekcie, gdyż większość skonteneryzowanych towarów transportowanych koleją pomiędzy Chinami i Unią Europejską przechodzi przez Małaszewicze. Chiński projekt doprowadził do szybkiego wzrostu wolumenu przeładowywanego w Małaszewiczach, wywołując kongestie i zmuszając lokalne władze oraz operatorów logistycznych do rozwoju infrastruktury i zdolności przeładunkowych.
W Małaszewicach znajduje się największy w Polsce wolny obszar celny, o powierzchni 167,8503 ha.
Dzięki obecności w Małaszewiczach portu przeładunkowego o znaczeniu międzynarodowym znalazło tu swoje siedziby wiele firm zajmujących się spedycją, logistyką i transportem, np. PKP Cargo (zakład przewozów towarów i przeładunku), Gaspol (największy dystrybutor gazu płynnego w Polsce), Operator Logistyczny Paliw Płynnych (zakład magazynowania paliw), Trade Trans, CTL Logistics, DHL, Euroservice i wiele innych.
Oprócz tego w Małaszewiczach funkcjonują: hotele, urząd pocztowy, kościół pw. św. Katarzyny Aleksandryjskiej wraz z cmentarzem grzebalnym, ośrodek zdrowia, apteka, straż pożarna, punkty usługowe i sklepy.

## Oświata
Szkoła podstawowa w Małaszewiczach miała swoje początki w 1944 roku. Bezpośrednio po wyzwoleniu terenów wschodnich zaczęto organizować tu nauczanie. Na przełomie wielu lat poprzez rozwój Małaszewicz szkoła podstawowa wielokrotnie zmieniała swoją nazwę i siedzibę idąc za potrzebami mieszkańców. Od 2003 roku jest to Zespół Szkół Podstawowych im. Kornela Makuszyńskiego stanowiący połączenie szkoły podstawowej i przedszkola.

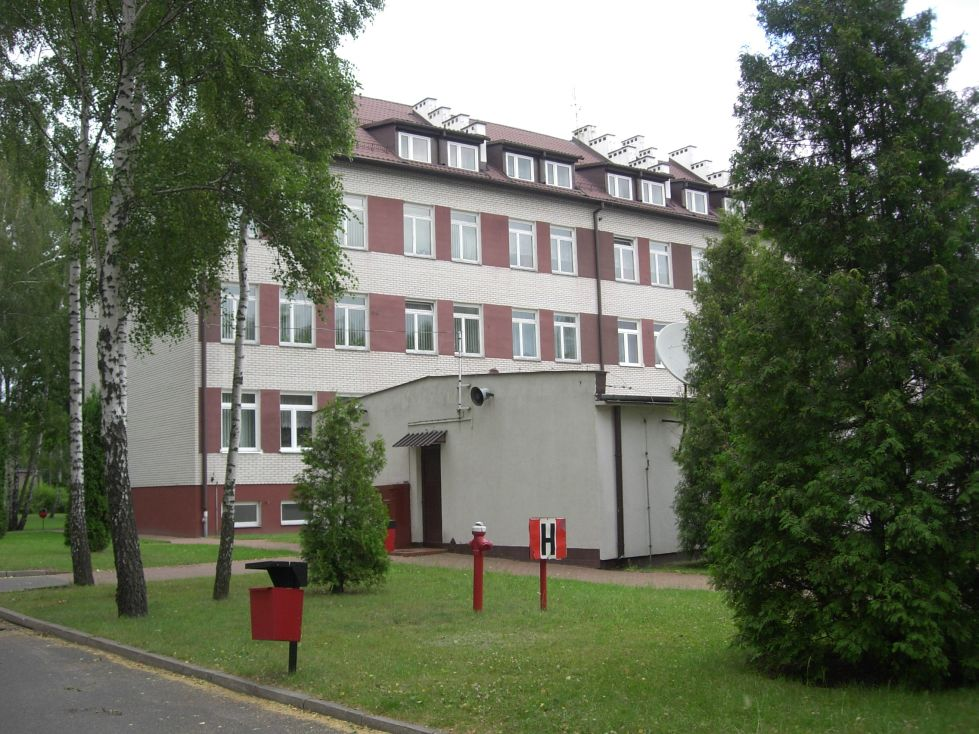
Zespół Szkół im. Władysława Stanisława Reymonta

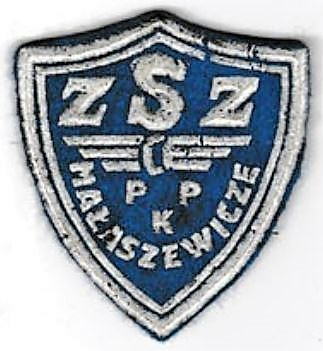
Tarcza szkolna ZSZ PKP w Małaszewiczach

W Małaszewiczach od ponad 1971 r. funkcjonuje Zespół Szkół im. Władysława Stanisława Reymonta.